# Arqueologia subaquàtica

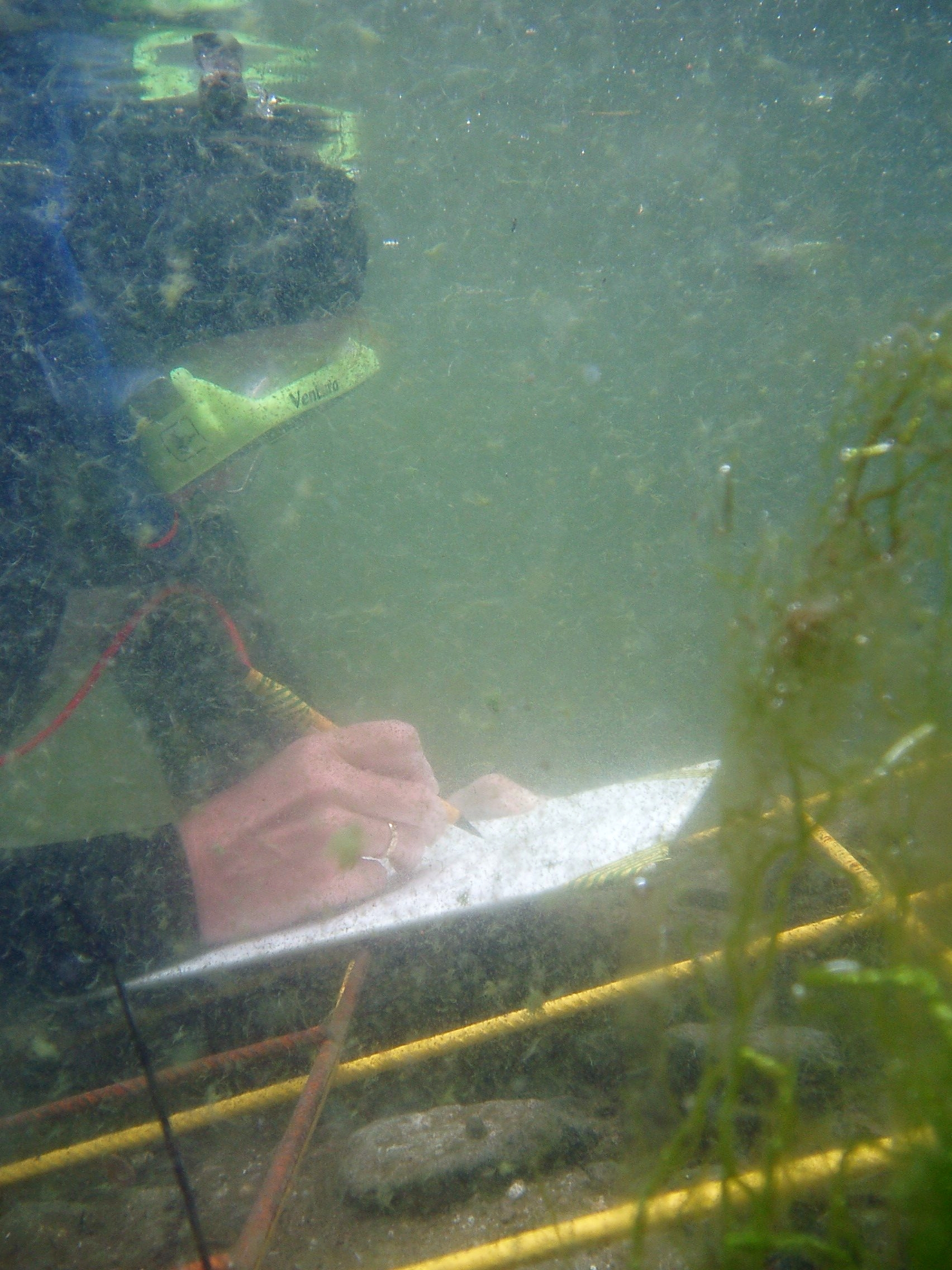
Dibuixant un esquema sota l'aigua

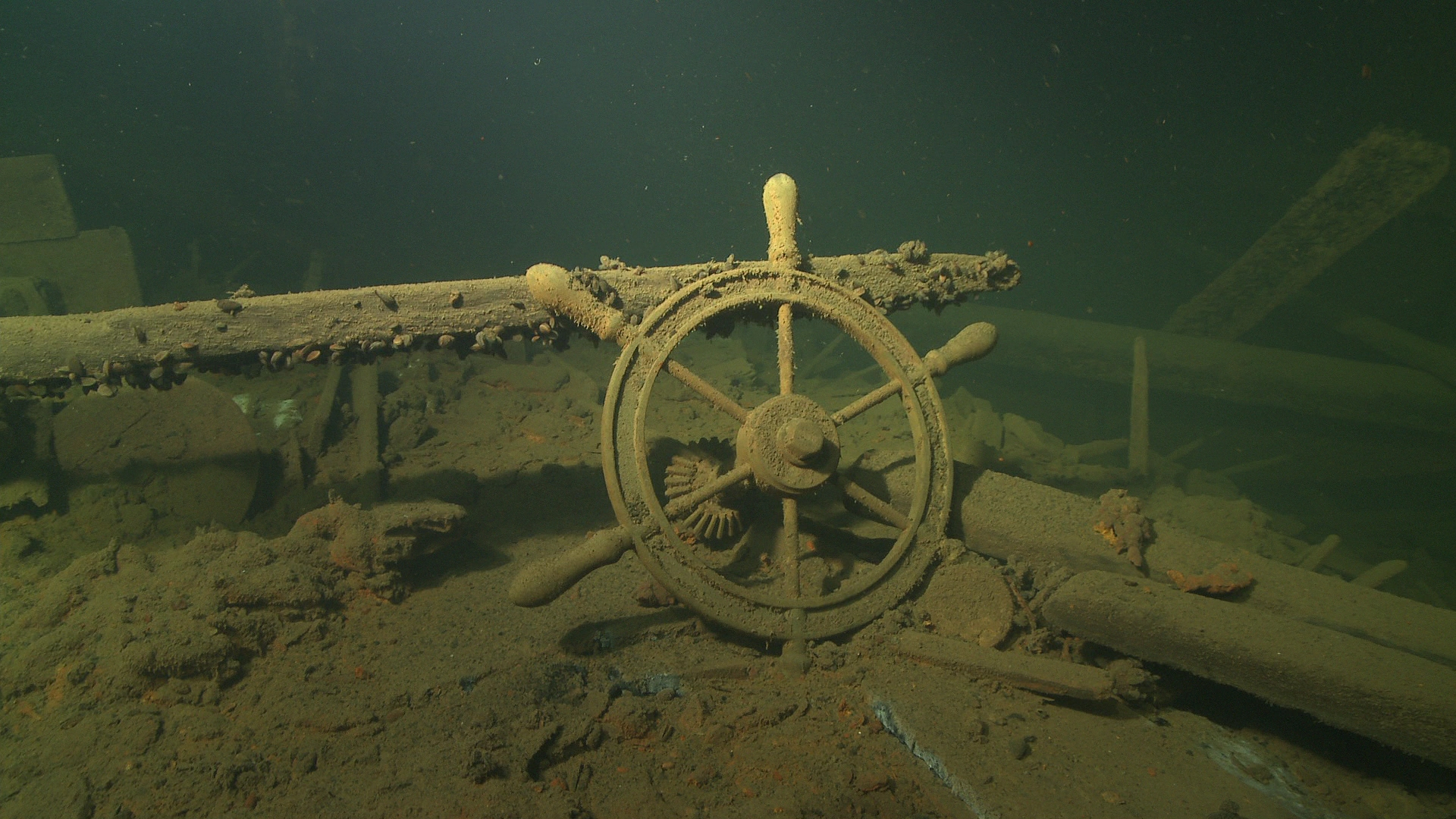
El derelicte del E. Russ a Estònia és considerat un monument històric nacional

L'arqueologia subaquàtica és un ram de l'arqueologia que estudia el passat a partir de les restes materials d'origen submergides, com ara restes de naufragis, ports i infraestructures o poblacions.
És un ram de l'arqueologia força recent, car fins mitjan segle xx no hi havia ni les eines per fer les recerques ni les tècniques de conservació adients. Una transició brusca del medi húmid al medi sec podia fer malbé els artefactes. El busseig només permetia intervencions curtes i a poca fondària. A la darreria del segle xviii van aparèixer els primers aparells que a poc a poc van augmentar la durada i la fondària. Subespecialitats són l'arqueologia marítima que estudia les restes submergides 
La primera excavació subaquàtica científica es va fer a Cap Gelidonya a Turquia el 1960. A Espanya el retard va ser patent, i la branca només va començar a desenvolupar-se als anys vuitanta del segle passat.
Contribueix a l'arqueologia marítima, que estudia l'interacció de l'home amb el mar, pels vestigis terrestres i aquàtiques i l'arqueologia nàutica que estudia els sistemes de navegació i dels vaixells.

## Història
L'exploració subaquàtica interessa l'home per a poder explotar recursos del medi aquàtic, per recuperar objectes de valor enfonsats i per a operacions militars. Fins fa poc, busseig en apnea era la única tècnica disponible. No hi havia ni els materials, ni la tecnologia per vèncer la barrera de respiració, ni tampoc a gran fonaria la barrera de la baixa temperatura i de la pressió. El desenvolupament de l'arqueologia subaquàtic va junts amb els desenvolupament de la tecnologia del busseig.
A la darreria del segle xviii arriben els primers aparells que prolonguen el temps de busseig més o menys eficiënts constitueix un pas endavant per al desenvolupament de l'arqueologia subaquàtica.

### Els camps d'àmfores i la recuperació d'artefactes subaquàtics
La Mediterrània, el 'Mare Nostrum' dels romans, és el bressol de l'arqueologia subaquàtica. Les primeres restes trobades, fruit d'incorporar l'escafandre a la tradicional activitat de la pesca d'esponges a l'Egea (1868), van ser identificats com a camps d'àmfores. Els descobridors d'aquests jaciments en van recuperar objectes per reutilitzar-los o vendre'ls.
Altres jaciments, com el d'Anticitera (1900) i el del Mahdia (1907, treballat per Cousteau el 1948, van ser rescatats parcialment pel Servei d'Arqueologia de Grècia (només Anticitera).
Anticitera:
- Trobat fortuïtament el 1900 i treballat entre 1900 i 1901.
- Es tractava d'un vaixell comercial, possiblement romà, corresponent al segle I aC carregat amb gran quantitat d'escultures gregues en bronze i marbre, a més de ceràmica de taula, comuna, vidre i altres elements menors. Entre les troballes importants destaca el primer sistema d'engranatges conegut, un aparell emprat per calcular el calendari solar i lunar.
- Pel carregament es dedueix el seu possible origen d'Àsia Menor, no de Grècia continental.
- Les restes del vaixell es troben a 60 metres de profunditat i en pendent, la qual cosa va dificultar enormement el busseig i la recuperació d'elements.
- Constitueix el primer jaciment arqueològic treballat a fi de recuperar els seus béns sense finalitats comercials. A més, constitueix el primer jaciment arqueològic treballat pels grecs sense ajuda exterior.
- Sota la línia de flotació, el vaixell era d'om, espècie arbòria pròpia de la zona central d'Itàlia. Els vaixells grecs construïen naus fusta de pi de Samos o d'Alep.

L'aparició posteriorment a la segona guerra mundial de centres de busseig en els quals s'usava l'equip d'immersió autònom inventat el 1943 per Jacques Yves Cousteau i Emile Gagnan, van generar una allau de saqueig i destrucció que els organismes oficials dels territoris més afectats (els litorals de Grècia, Itàlia i el sud de França, principalment), es van veure impedits d'evitar. Fruit d'aquesta situació, en aquests altres contexts es desperta l'interès per la recuperació de béns culturals submergits, generalment fruit de la troballa fortuïta de jaciments arqueològics.
Vaixell d'Albenga (1960)
- Vaixell trobat a la localitat homònima de la Ligúria.
- Va ser estudiat el 1950 pel professor Nino Lamboglia, membre de govern italià, però sense la participació d'arqueòlegs en el procés d'excavació.
- Es tracta d'un vaixell romà corresponent al segle I aC amb un carregament d'àmfores (10000 aprox.) que podia haver desplaçat entre 450 i 500 tones.
- El carregament va ser recuperat sol per bussejadors, sense que hi hagués un control de l'extracció del material des del fons.
- Lamboglia intent que els bussejadors realitzessin mapes de les estructures preocupant-se principalment del treball que havia de rebre de forma adequada el material recuperat (registre i tractament) i de la publicació final dels resultats.

Vaixell de Grand Congloué (1962):
- Vaixell romà trobat a Marsella amb un gran carregament d'àmfores de vi, corresponents al segle ii aC. Les feines de recuperació es van realitzar per part de Jacques Y. Cousteau el 1952 i es van estendre durant cinc anys.
- D'aquest jaciment es van extreure més de 200 Tn de material entre el cap destacar 6000 peces de ceràmica de vernís negre (campaniense) i àmfores entre d'altres.
- Igual com en el cas d'Albenga, tampoc es considera feina d'arqueòlegs en l'excavació i recuperació del material, tanmateix es va comptar amb la participació des de superfície de l'arqueòleg Fernand Benoit, que orientava els bussejadors de Cousteau en el procés de recuperació del material.
- La feina en aquest jaciment arqueològic comporta molts problemes d'interpretació pel que sembla es tracta d'un lloc complex amb dos vaixells distanciats 80 o 100 m.

Vaixell de Le Titan (1952):
- Vaixell romà trobat en l'Ile du Levant amb un carregament d'àmfores intactes (més de 1000 encara que el seu nombre exacte mai no es va saber, ja que no arribà a concloure el projecte) a una profunditat de 27 m.
- Les feines de recuperació van ser portats pel francès Philippe Tailiez el 1952.
- Si bé el projecte no va comptar amb la presència d'arqueòlegs, destaca per ser la intervenció més sistemàtica de les realitzades fins a 1952.

Vaixell de Yassi Ada (1958):
- Vaixell romà d'Orient amb un carregament d'àmfores del segle VII. Trobat per Peter Thockmorton a l'illa homònima, davant la ciutat turca de Bodrum (Helicarnas)
- Els treballs de recuperació no van comptar amb direcció arqueològica, però Throckmorton inclou en l'equip a Honor Frost, arqueòloga britànica especialitzada en dibuix arqueològic.
- Les restes van ser finalment conservades al castell de Bodrum.
- El vaixell es troba a una profunditat de 40 a 50 m.

## Període de consolidació (des de 1960)

### Els jaciments experimentals: inici de l'arqueologia subaquàtica
El vaixell de Kelidonia (1960) va ser trobat per Peter Throckmorton a les acaballes dels anys 50 del segle xx al cap Kelidonia (sud d'Anatòlia). És el primer jaciment treballat amb metodologia arqueològica, l'equip d'intervenció estava constituït per bussos i arqueòlegs: George Bass i Honor Frost. Aquest vaixell fenici del segle xiii aC era aleshores el més antic trobat fins aleshores. Era carregat de lingots de bronze del tipus «cuir de bou» al costat dels quals se'n van trobar altres de mal formats i es va poder registrar el sistema d'estiba (espècie de llit vegetal per evitar que la fricció del carregament perjudiqués l'estructura del vaixell.
El Vasa, és un vaixell de línia suec de 1628 que es va recuperar el 1961.
Vaixells vikings de Roskilde (1962) els primers vaixells vikings corresponents al segle xi. Constitueixen els primers intents de recuperar i conservar un bé històric saturat en aigua a fi de tenir informació sobre tècniques constructives i vida a bord. Es va tractar el Vasa amb banys de polietilenglicol durant 18 anys i després es va fer un museu a prop del lloc del naufragi on es troba l'estructura del vaixell i tot el material que s'hi va recuperar. Els vaixells vikings van comptar amb procediments similars i el seu posterior musealització.
Les feines de George Bass a la Mediterrània oriental es converteixen a la pedrera de formació de futurs professionals que posteriorment dirigiran les seves excavacions en altres punts geogràfics.
Es desenvolupen i incorporen noves tècniques pròpies o procedents d'altres disciplines, per a la localització i el registre de jaciments arqueològics sota l'aigua (fotografia, fotogrametria, teledetecció, etc.).
Al II Congrés Internacional d'Arqueologia Submarina celebrat a Albenga, es va crear un comitè permanent que coordinés la realització d'una carta arqueològica del mediterrani.
- Dotar a l'arqueologia subaquàtica dels medis tècnics i humans necessaris per al seu desenvolupament.
- Crear centres on s'experimentessin tractaments per al material saturat en aigua extret de les excavacions.